# Odal
| Nombre            | Protonórdico         | Anglosajón   |
| Nombre            | *Ōþalan              | Éðel         |
| Nombre            | "herencia, hacienda" |              |
| Forma             | Futhark antiguo      | Futhorc      |
| Forma             |                      |              |
| Unicode           | ᛟ U+16DF             | ᛟ U+16DF     |
| Transliteración   | o                    | œ            |
| Transcripción     | o, ō                 | œ, oe, ōe    |
| Sonido AFI        | [o(ː)]               | [eː], [ø(ː)] |
| Puesto alfabético | 23 o 24              | 23 o 24      |
| Ætt               | Ætt de Tyr           | Ætt de Tyr   |

Odal () es el nombre de la runa que equivale a la letra «o». Su nombre en protonórdico ha sido reconstruido lingüísticamente como ôþalan. En el alfabeto gótico corresponde a la letra 𐍉 llamada oþal. 
Variaciones del nombre odal son otila y othala. 
La runa probablemente derivó de la letra que representa la  o en los antiguos alfabetos itálicos, más específicamente del rético, que a su vez provenía de la letra del alfabeto griego Ω.

## Ethel en el futhorc
En el futhorc anglosajón esta runa representaba los sonidos vocálicos actualmente transcritos como œ. La runa se asocia frecuentemente con la propiedad y la herencia, riqueza y prosperidad. Así lo vemos en el poema rúnico anglosajón donde se nombra como ethel (ēðel). 
| Eþel byþ oferleof æghwylcum men, gif he mot ðær rihtes and gerysena on brucan on bolde bleadum oftast. | Una finca es muy querida por todo hombre, si puede disfrutar allí en su casa todo ello es apropiado en constante prosperidad. |

## Leyes de propiedad escandinavas
Odal se usa para representar el concepto de herencia en el antiguo derecho de propiedad escandinavo, aun vigente en Noruega. Se distinguen el Åsetesrett (derecho hogareño a la casa y parcela familiar) y el Odelsrett, derecho alodial, o libre de carga señorial (por ejemplo en Gamla Uppsala y Odal, Hedmark).

## Amuleto contra los troles

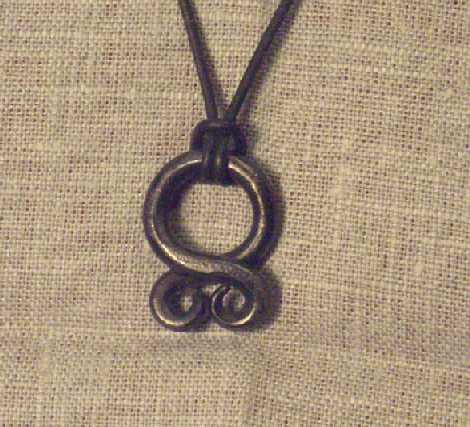
Amuleto de hierro contra los trolls.

La runa odal se usó como amuleto protector contra los troles y otras influencias malignas. Se usaban símbolos de hierro como medallas para mujeres y niños o se grababa sobre los objetos de valor. Según el folklore rural sueco esto protegía las cosas de valor de ser robadas por los troles.
La simbología de esta runa era la de la familia, vinculada también al sentido de propiedad. Dado que los troles buscaban robar las riquezas de los hogares y a los jóvenes descendientes, se grababa esta runa por ser, de todas las que Odín encontró, la que simbolizaba el sentido de pertenencia.

## Usos modernos

### Símbolo neopagano
Actualmente el neopaganismo germánico usa la runa Odal como símbolo y diferentes cultos odálicos la consideran símbolo de la gran madre naturaleza.

### Nazismo y neonazismo

Bandera de la 7ª división de montaña Prinz Eugen de voluntarios de las SS de los Volksdeutsche croatas.

La runa odal fue el emblema de la 7ª División de Montaña SS Prinz Eugen del ejército nazi de la Alemania de Hitler, que sostuvo el régimen satélite fascista del Ustaše, en Croacia durante la Segunda Guerra Mundial.
La runa también ha sido usada por el grupo neofascista Avanguardia Nazionale de Stefano Delle Chiaie en Italia, por el grupo neonazi Wiking-Jugend en Alemania, y por el grupo terrorista supremacista blanco Boeremag en Sudáfrica. Odal también fue el nombre de un periódico mensual nazi. Otros grupos neonazis también la han utilizado como emblema tales como Young BNP en el Reino Unido y la Nationalist Coalition en Estados Unidos. En España fue empleada por la CEDADE desde 1985 en sustitución de la cruz gamada.